# Chanteclair (gâteau)
Pour les articles homonymes, voir Chanteclair.
Le Chanteclair est une pâtisserie à base de meringue, d'un mélange de crème chantilly et crème pâtissière glacée, parfumée de praline et de moka. Cette spécialité pâtissière originaire de Toulon a la particularité d'être décorée d'un coq.

## Histoire
Le gâteau Chanteclair tient son nom de la pièce d'Edmond Rostand, Chantecler. C'est pourquoi il y a un coq dessiné dessus. Cette pâtisserie a été créée par monsieur Calvi, pâtissier à Toulon, en 1930.